# Tschiertschen
Tschiertschen är en ort och tidigare kommun i regionen Plessur i kantonen Graubünden, Schweiz. Tschiertschen ligger ungefär mitt i Schanfiggdalen, på bergskedjan Weisshornkettes nordsluttning, cirka 500 meter ovanför Plessur-floden. 
2009 slogs kommunen Tschiertschen ihop med den västra grannen Praden till den nya kommunen Tschiertschen-Praden.
Byn var rätoromanskspråkig fram till slutet av 1500-talet, då tyska språket helt tog över genom inflytande från walsertyskarna i omkringliggande byar. Kyrkan blev reformert före 1550. Den sentida katolska minoriteten söker kyrka i kantonshuvudstaden Chur, en mil nordvästerut.